# Bình Xuyên, Ninh Giang
Bình Xuyên là một xã thuộc huyện Ninh Giang, tỉnh Hải Dương, Việt Nam.

## Địa lý
Xã Bình Xuyên có diện tích 11,46 km², dân số năm 2022 là 12.675 người, mật độ dân số đạt 1.106 người/km².

## Lịch sử
Ngày 24 tháng 10 năm 2024, Ủy ban Thường vụ Quốc hội ban hành Nghị quyết số 1250/NQ-UBTVQH15 về việc sắp xếp đơn vị hành chính cấp xã của tỉnh Hải Dương giai đoạn 2023 – 2025 (nghị quyết có hiệu lực từ ngày 1 tháng 12 năm 2024). Theo đó, thành lập xã Bình Xuyên thuộc huyện Ninh Giang trên cơ sở toàn bộ 6,02 km² diện tích tự nhiên, quy mô dân số là 5.539 người của xã Đông Xuyên và toàn bộ 5,44 km² diện tích tự nhiên, quy mô dân số là 7.136 người của xã Ninh Hải.
Xã Bình Xuyên có 11,46 km² diện tích tự nhiên và quy mô dân số là 12.675 người.